# 類義累積
類義累積（るいぎるいせき、羅: synonymia）とは、定められた主題または用語を敷衍するか、あるいは説明するために、複数の同義語を並べて使う修辞技法。感情的な力または知的な明快さを加えるための、ある種の反復である。類義累積はパラレルな作りの中で起こることが多い。語源はギリシャ語のsyn（類似の）+onoma（名前）。

## 例
ウィリアム・シェイクスピア『ジュリアス・シーザー』の中の、護民官マルルスはローマの民衆の心変わりをなじる場面（第1幕第1場）で、さまざまな異なる軽蔑の言葉を並べた類義累積が使われている。
- You blocks, you stones, you worse than senseless things!（おゝ、木とも石とも無感覚とも言ひやうのない無情酷薄な町人めら！[1]）